# Naturopatisk medicin
Naturopatisk medicin eller naturopati är en komplementär eller alternativ behandlingsmetod som bygger läkande genom vad som kallas naturens helande kraft - "vis medicatrix naturae". Naturopatin är ett svårgeneraliserat fält, med behandlingar som inkluderar allt från den pseudovetenskapliga homeopatin, till det generellt accepterade, såsom vissa former av psykoterapi. Naturopatins ideologi och metoder är baserade på vitalism och folkmedicin snarare än evidensbaserad medicin, även om utövare av naturopati kan använda sig av tekniker med evidensstöd. Etiken bakom naturopatin har ifrågasatts av läkare, och praktiken har karaktäriserats som kvacksalveri.
Definitionen av naturopati är enligt Karolinska institutet "Ett behandlingssätt, fritt från läkemedel, som tar bruk av fysiska krafter, så som luft, ljus, vatten, värme, massage osv. Behandlingarna är ofta diet- och näringsinriktade, med hänsyn tagen till enskilda patienters personliga bakgrund och livsstil."
Grunderna för naturopatin har gamla anor, hundratals år, men den tyske läkaren Benedict Lust (1872-1945) lade grunden för det formella behandlingssystemet vid sekelskiftet. Inspirationen hämtades framförallt från den mellaneuropeiska medicinen och särskilt hydroterapins  (vattenterapi) förgrundsgestalter Kneipp och Preissnitz. Runt sekelskiftet startade Lust American School of Naturopathy i New York där behandlingsmetoder som örtmedicin, homeopati, hydroterapi, näringslära, psykologi, massage och andra former av kroppsterapi undervisades.
Ansatsen inom naturopati är holistisk och hälsan anses fördelad på tre nivåer, vilka alla måste beaktas vid behandling:
- strukturell
- biokemisk
- emotionell

Diagnosen, som snarare innebär att patienten diagnostiseras snarare än sjukdomen, ställs genom samtal, fysisk undersökning, biokemiska tester (så som håranalys). Syftet är att mäta patientens motståndskraft.
Inspiration har även hämtats från homeopatin. Exempel på detta är antagandet om att symtom på sjukdom kommer genom kroppen nerifrån och upp samt utifrån och in. Läkning sker i motsatt riktning. Fokus på behandlingsmetoder skiftar mellan olika behandlare, men målet är att "med så milda medel som möjligt erbjuda optimala förhållanden för kroppen så att den kan hela sig själv".
2020-talets naturopater, även kallade naturläkare (eng: naturopath), har kompletterat Lusts metoder med bland annat vitamin- och mineralterapi, osteopati, bindvävsmassage, feberterapi (för att stimulera immunförsvaret) och Bachs blomstermedicin. Det är vanligt att tyska allmänläkare har vidareutbildning i naturopati, då i synnerhet privatpraktiserande läkare. Det förekommer även i om slutenvården på vissa sjukhus, exempelvis på Immanuel Krankenhaus Berlin som är inriktat på naturopatisk medicin.